# Batalha de Algeciras

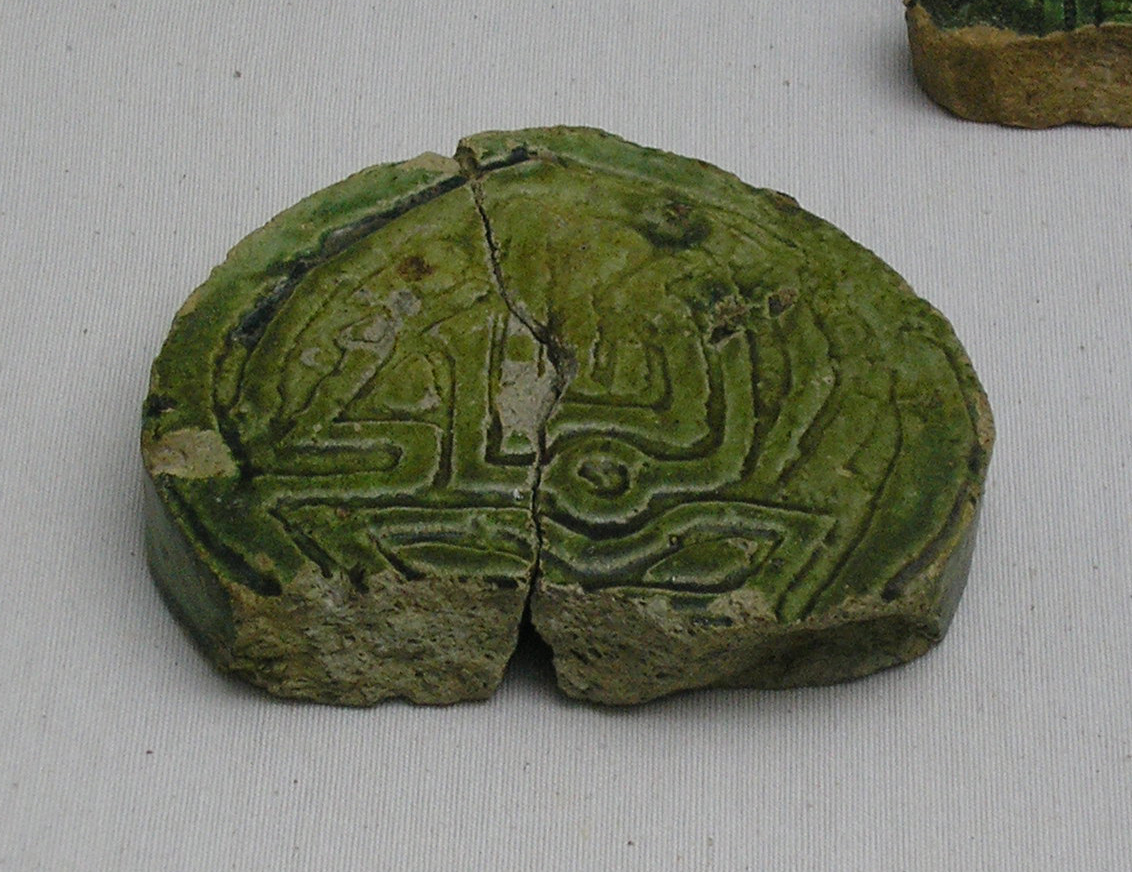
Lápide marinida, século XIII (Museu Municipal de Algeciras).

A Batalha de Algeciras foi uma batalha naval ocorrida em 25 de julho de 1278. A batalha opôs as frotas do Reino de Castela, comandadas pelo Almirante de Castela, Pedro Martínez de Fe, e as frotas combinadas do Império Merínida e do Reino Nacérida de Granada, comandado por Abu Iacube Iúçufe Anácer. A batalha foi travada no contexto das expedições navais mouriscas à Península Ibérica. A batalha, ocorrida no Estreito de Gibraltar, resultou em uma vitória muçulmana.
Esta batalha coincidiu com um cerco simultâneo à cidade de Algeciras que durou de 1278 a 1279 e foi comandado pelo Infante Sancho. O príncipe castelhano abandonaria o cerco mais tarde em 1279, marcando o fim da primeira ação da longa batalha pelo Estreito de Gibraltar.